# 平喜
平 喜（へい き、生没年不詳）は、五胡十六国時代の後燕の人物。燕郡薊県の出身。

## 生涯
後燕に仕え、冀州刺史に任じられていた。
396年2月、叔父の征東将軍平規は博陵郡・武邑郡・長楽郡の3郡の兵をまとめ、魯口で後燕に反乱を起こした。平喜は諌めたが平規は聞き入れなかった。平規の弟の海陽県令平翰も挙兵、遼西がこれに応じた。
慕容垂自ら平規を撃つため、魯口へ向かった。平規は軍を棄てて妻子や平喜ら数十人とともに逃走、皇帝慕容垂は兵を引いた。
7月、高陽王慕容隆の進軍に平規は高唐を棄てて逃走した。慕容隆は建威将軍慕容進らに追撃を命じた。平規は済北で討ち取られ、平喜は彭城へ逃走した。
これ以後の事績は、史書に記されていない。